# Bębnów (Łódź)
Pour les articles homonymes, voir Bębnów.
Bębnów est une localité polonaise de la gmina de Konopnica, située dans le powiat de Wieluń en voïvodie de Łódź.